# Tokugawa (Mito)

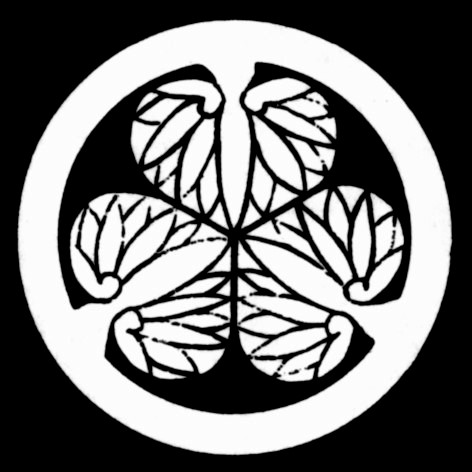
Wappen der Tokugawa

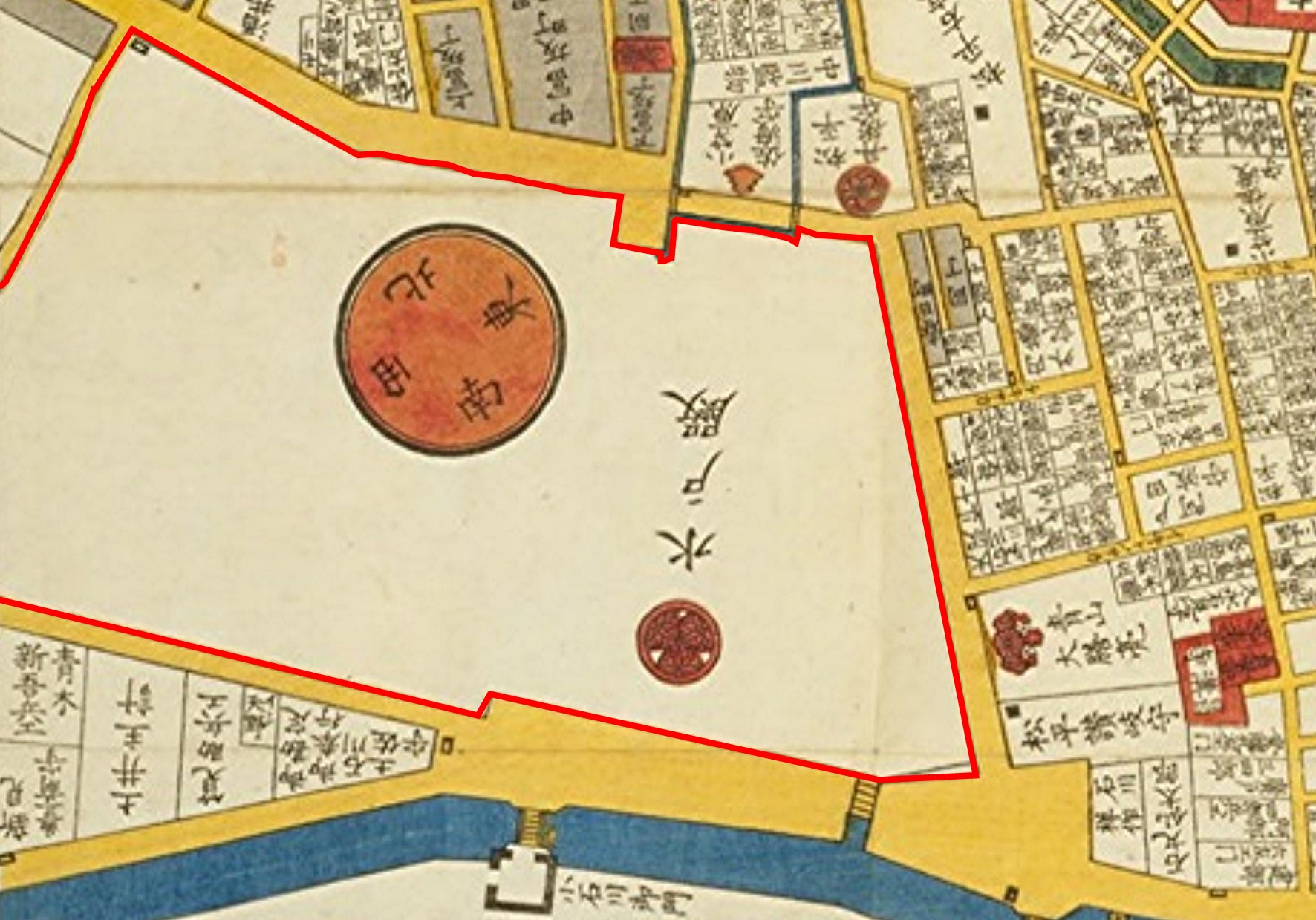
Mito-Residenz in Edo

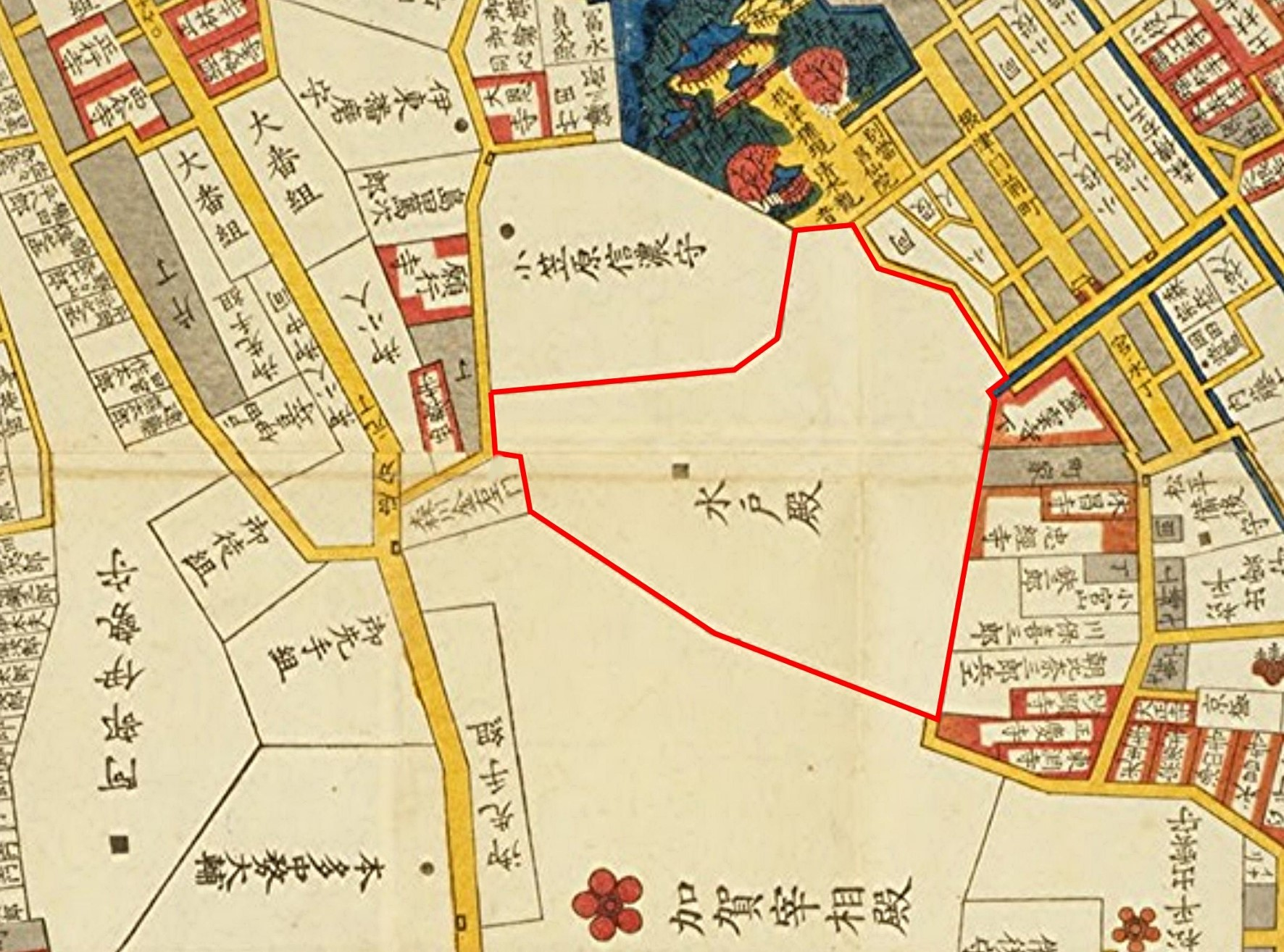
Mito-Nebenresidenz in Edo

Die Mito-Tokugawa (japanisch 水戸徳川家, Mito Tokugawa-ke) waren eine Familie des japanischen Schwertadels (Buke) und eine der drei Familien (Gosanke), die von den jüngsten Söhnen des Shogun Tokugawa Ieyasus abstammten und damit zu den Shinpan-Daimyō gehörten. Mit einem Einkommen von 250.000 Koku waren sie die kleinste der drei Zweigfamilien, brachten aber mit Mitsukuni und Nariaki zwei einflussreiche Fürsten hervor.
Die Kunstschätze und Dokumente der Familie befinden sich heute im Museum Shōkōkan Tokugawa Hakubutsukan (彰考館徳川博物館) in Mito, im früheren Ruhesitz von Tokugawa Mitsukuni Seisansō (西山荘) in Hitachi-Ōta und im Tōkyō Reference Room in Setagaya. Die Verwaltung der Besitztümer der Familie wird durch die gemeinnützige Stiftung Tokugawa Museum (徳川ミュージアム), vormals Seifu Meitokukai (水府明徳会), wahrgenommen, deren Vorsitzender das Oberhaupt der Mito-Tokugawa ist.

## Hauptlinie
- Yorifusa (頼房, 1603–1661), neunter und jüngster Sohn Ieyasus, wurde zum Haupt einer der drei Familien bestimmt, die die Erbfolge der Tokugawa sichern sollte, falls die in Edo residierenden Tokugawa ohne Nachkommen bleiben sollten. Yorifusa erhielt zunächst Shimotsuma (Provinz Hitachi) mit 100.000 Koku, wurde dann aber nach Mito (Hitachi) mit 350.000 Koku versetzt. Dort residierten er und seine Nachkommen bis zur Meiji-Restauration 1868.
- Mitsukuni (光圀, 1628–1701) war der dritte Sohn Yorifusas, wurde aber wegen seiner Intelligenz zum Nachfolger seines Vaters bestimmt. Er pflegte Literatur und Geschichte mit dem Schwerpunkt Altertum und Mittelalter und versammelte Gelehrte um sich als Mitarbeiter. Ab 1657 war er mit der Herausgabe der Geschichte Groß-Japans (大日本史) beschäftigt. Beim Tode seines Vaters hielt er einige Vasallen ab, die diesem in den Tod (junshi) folgen wollten und richtete Gesuche an das Bakufu, diesen Brauch zu verbieten.
Als Mitsukuni von der Ankunft des gelehrten Chinesen Zhu Shunshui erfuhr, lud er ihn ein und machte ihn zum Mitherausgeber seines Geschichtswerkes. Gleichzeitig ging er auf Distanz zu China, zog die einheimische Literatur der chinesischen vor, war für Shintō und gegen übermäßigen religiösen und ethischen Einfluss Chinas. So ließ er in seinem Herrschaftsbereich tausende von buddhistischen Tempeln zerstören und sparte nur einige alte Tempel aus.
Er betonte die vorbildhafte Treue Kusunoki Masashiges (1294–1336) und seines Sohnes Masatsura (1326–1348) zum Kaiser. Da er es im Grunde nicht richtig fand, an Stelle seines älteren Bruders Daimyō geworden zu sein, bestimmte er dessen Sohn Tsunaeda als Nachfolger. Diesem überließ er 1675 das Daimyat und widmete sich ausschließlich seinen Studien. Ein großer Teil des Geschichtswerkes wurde 1697 publiziert, fertig wurde es allerdings erst 1715.
Mitsukuni baute innerhalb seiner Residenz in Edo den von seinen Vorfahren angelegten Wandelgarten mit dem Namen Kōrakuen aus, der recht gut erhalten ist. Mitsukuni ist auch unter seinen Beinamen Mito Kōmon, Gikō Seizan und anderen bekannt.
- Nariaki (斉昭, 1800–1860) ist bekannt als Befürworter eines starken Kaisertums und stand damit im Gegensatz zum Bakufu. In dieser Zeit der Bedrohung Japans durch das westliche Ausland förderte Nariaki in seiner 1841 gegründeten Schule Kōdōkan die militärische Ausbildung in seinem Herrschaftsgebiet, was den Argwohn des Bakufu hervorrief. So erfolgte 1844 seine Festnahme und die seines Mitarbeiters Fujita Tōko (1806–1855). Erst als Perry 1853 auftauchte, ließ man in frei und beauftragte ihn mit der Küsten-Verteidigung. Er organisierte die Anlage der Forts in der Bucht vor Shinagawa und den Bau von Arsenalen in Edo und Osaka, blieb dabei ein entschiedener Gegner Ii Naosukes, der eine entgegenkommende Haltung den Ausländern gegenüber vertrat. Nariaki versuchte 1858, seinen Sohn Keiki als Nachfolger des Shogun Tokugawa Iesada durchzusetzen, scheiterte aber damit: Naosuke setzte seinen Kandidaten, Tokugawa Iemochi aus dem Hause Tokugawa-Kii durch. Nariaki erlebte die Ermordung Naosukes, erlebte aber nicht mehr, dass sein Sohn doch noch Shōgun wurde.

- Akitake (昭武, 1853–1910) war letzter Daimyō in Mito. Nach 1868 Fürst.

## Nebenlinien (Matsudaira)

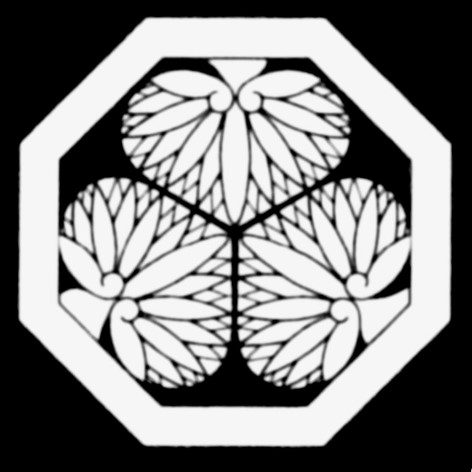
Wappen der Mito Nebenlinien

### 1. Nebenlinie
- Matsudaira Yorishige (松平頼重, 1622–1695), ältester Sohn Yorifusas, erhielt 1639 Shimodate (下館; Hitachi)[A 1] mit 30.000 Koku. Er wurde 1642 nach Takamatsu (Provinz Sanuki) versetzt, wo er und seine Nachkommen mit 120.000 koku bis 1868 residierten. Nach 1868 Vizegraf.

### 2. Nebenlinie
- Matsudaira Yorimoto (松平 頼元, 1619–1693), Sohn Yorishiges, wurde 1662 zum Daimyō erhoben.
  - Yorisada (頼貞, 1664–1744) erhielt 1700 Moriyama (守山; Mutsu)[A 2] mit 20.000 Koku. Nach 1868 Vizegraf.

### 3. Nebenlinie
- Matsudaira Yoritaka (松平頼隆, 1630–1707), Sohn Yorifusas, residierte ab 1700 in einem Festen Haus (jinya) in Fuchū (府中; Hitachi)[A 3] mit 10.000 Koku. Nach 1868 Vizegraf.

### 4. Nebenlinie
- Matsudaira Yorio (松平頼雄, 1630–1697), Sohn Yorifusas, residierte ab 1682 in einem Festen Haus in Shishido (宍戸; Hitachi)[A 4] mit 10.000 Koku. Nach 1868 Vizegraf.